# سیارک ۲۹۴۷۲
سیارک ۲۹۴۷۲ (به انگلیسی: 29472 Hurvinek، نامگذاری:1997UV7) بیست و نه هزار و چهارصد و هفتاد و دومین سیارک کشف شده‌است که در ۲۷ اکتبر ۱۹۹۷ کشف شد.